# Shimanto (stad)
Shimanto (japanska: 四万十市?, Shimanto-shi) är en stad i Kōchi prefektur i Japan. Staden bildades 2005 genom en sammanslagning av staden Nakamura med kommunen Nishitosa. 